# Institutsgebäude Wehrdaer Weg 11

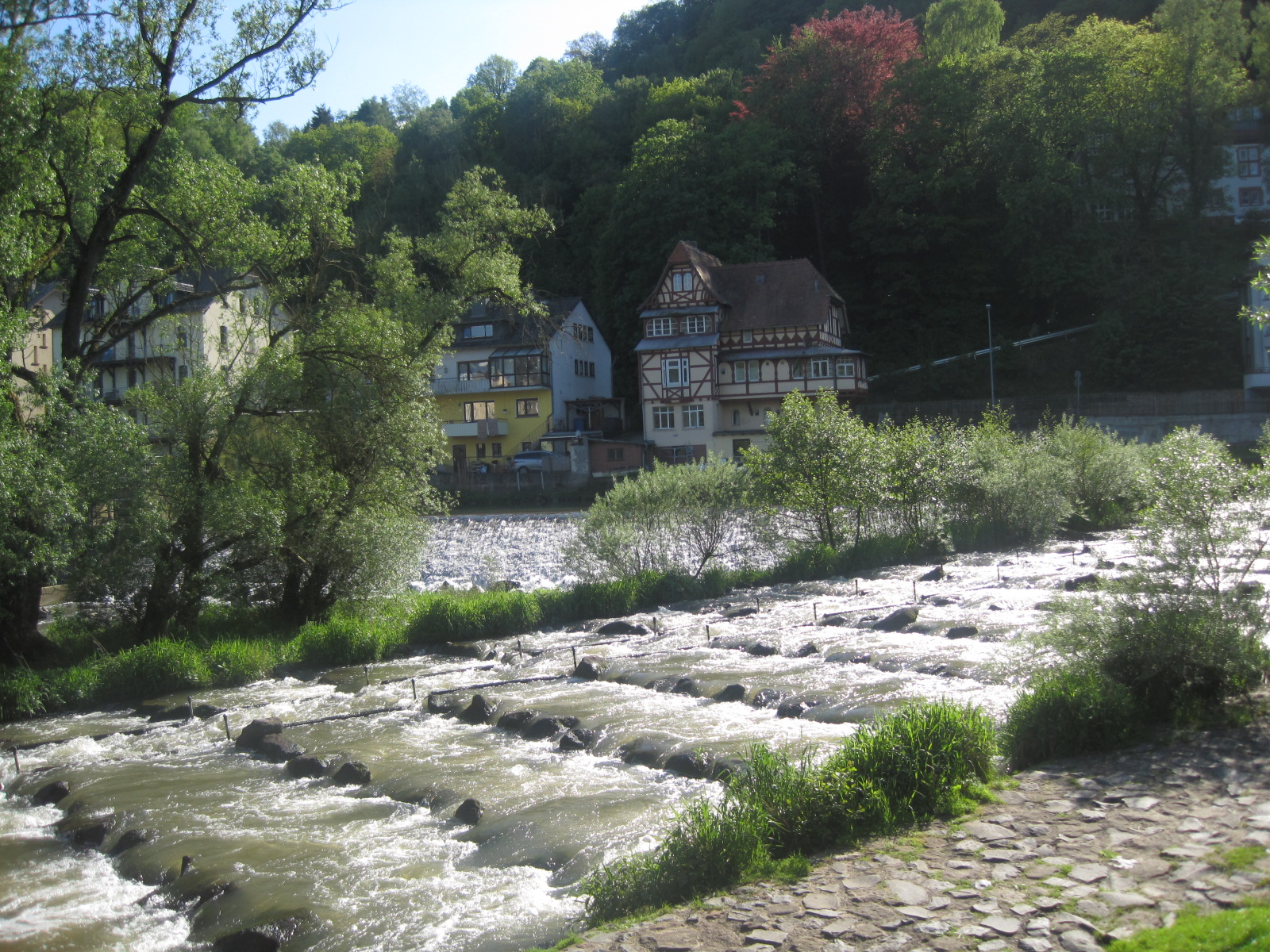
Fischtreppe an der Lahn mit dem Institutsgebäude Wehrdaer Weg 11 im Hintergrund

Das Institutsgebäude Wehrdaer Weg 11 in Marburg wurde 1908 als Wohnhaus für den Badeanstaltsbesitzer Josef Closmann errichtet. Das Gebäude steht heute im Besitz der Philipps-Universität Marburg und wird als Institutsgebäude und Bootshaus genutzt. Es setzt sich aus zwei Bauteilen zusammen, die T-förmig aufeinander treffen, und prägt das Straßenbild des Wehrdaer Wegs.

## Geschichte
Ursprünglich war 1907 nur der Bau eines Gartenhauses für Closmann geplant, doch 1908 entstand stattdessen ein repräsentatives Wohnhaus. Josef Closmann betrieb ab 1900 die Mögenburgsche Badeanstalt, die sich am Wehrdaer Weg befand und von 1884 bis in die 1940er Jahre in Betrieb war. Die Badeanstalt wurde später auch Flora- oder Universitätsbad genannt. Im Untergeschoss seines Hauses richtete Closmann 1909 Wannenbäder in Einzelzellen ein, wodurch das Bad auch im Winter genutzt werden konnte. Diese Bäder wurden 1930/31 zu Wohnräumen umgebaut, nachdem sich der Bau des Luisabads auf die Rentabilität der alten Bäder negativ auswirkte.
Die Universität Marburg erwarb das Gebäude 1964 und nutzte es für ihre Zwecke. Heute dient es als Wohnung und Bootshaus des Instituts.

## Architektur
Das Gebäude ist ein zweigeschossiger Bau, der sich aus zwei Bauteilen zusammensetzt. Der traufständige Abschnitt des Hauses erhebt sich über einem hohen Sandsteinsockel und besitzt ein Drempelgeschoss in Fachwerk, das mit einem Krüppelwalmdach abgeschlossen ist. Das Gebäude hat einen Zwerchgiebel, der zur Lahnseite hin zeigt und das Souterraingeschoss öffnet sich dorthin. Über eine Tür am Fuße der langen Treppe, die zum Eingang auf der nördlichen Gebäudeseite führt, gelangt man in den hohen Kellersockel.
Das giebelständige Bauteil erhebt sich in zwei Geschossen über einem ebenfalls hohen Sandsteinsockel und besitzt ein Fachwerkobergeschoss. Das Krüppelwalmdach ist mit Biberschwanzziegeln gedeckt und zeigt Freigespärre. An der Lahnseite befindet sich ein Risalit mit Vorbau und einem polygonalen Erker. Die Fensterpfosten zwischen den korbbogigen und spitzbogigen Fenstern sind dekorativ verziert.
Die Fassade des Gebäudes wird durch reich verzierte Fachwerkstreben, Andreaskreuze, Nasen und profilierten Geschossversprüngen geprägt. Diese verzierten Elemente sowie die Fenster und Türen sind teilweise erhalten. Ein Eisenzaun mit Tor und sandsteinernen Pfeilern grenzt das Grundstück zur Straße hin ab.

## Sportstätten am Wehrdaer Weg
Das Gelände beiderseits der Lahn wurde 1926 von der Universität Marburg angekauft, um Schwimm- und Rudersport für die Studierenden anbieten zu können. Der Badebetrieb in der ehemaligen Universitätsbadeanstalt musste zwischenzeitlich wegen der Verschmutzung der Lahn eingestellt werden. Umkleideräume und ein Bootsschuppen (Baujahr 1912) wurden zunächst in behelfsmäßigen Holzbauten untergebracht.
1951 wurde die Verbindung über die Lahn durch eine Holzbrücke hergestellt, die mit Hilfe einer Pioniereinheit der Bundeswehr erbaut wurde. Nachdem die alten Holzbauten abgerissen worden waren, wurde 1972 eine neue Bootshalle errichtet. 1983 kamen vier Tennisplätze hinzu, 1985 folgte ein Umkleidehaus. Das gesamte Gelände umfasst heute 24.774 m².

## Denkmalschutz
Das Gebäude Wehrdaer Weg 11 steht aufgrund seiner historischen Bedeutung und seiner Rolle in der Badekultur von Marburg sowie seiner architektonischen Gestaltung unter Denkmalschutz.